# Bio Fruits
Bio Fruits is een Belgisch biologisch fruitbier van hoge gisting.
Het bier wordt gebrouwen in Brouwerij Dupont te Tourpes. Het is een oranjekleurig troebel bier met een alcoholpercentage van 4,5%. Voor dit fruitbier worden 70% appels en 30% braambessen gebruikt.